# 卡謝烏河
卡謝烏河（葡萄牙語：Rio Cacheu）是西非國家幾內亞比紹最大的河流之一，河道全長約257公里，發源自幾內亞比紹北部接近塞內加爾的邊界，流經巴法塔區和奧約區，最終在卡謝烏北面注入大西洋。